# 抽卡游戏
抽卡游戏是采用并虚拟化“扭蛋”机制的电子游戏。玩家在电子游戏中使用虚拟货币进行虚拟抽奖，获取游戏素材。  抽卡游戏大多数是免費遊玩的手机游戏。不同游戏中，玩家获取抽卡机会的方式不同。一些游戏中，玩家可以通过收集游戏代币获得抽卡机会；一些游戏中，玩家需要使用真实的货币购买虚拟货币。一些游戏整合了上述两种抽卡机会获取方式。抽卡机制可能让玩家获得包括但不限于更快的游戏进度、更多的角色插图、稀有的配音的额外游戏体验。
2010年代初期，尤其是在日本，抽卡游戏的模式开始被广泛利用， 它出现在日本最畅销的手机游戏里，并已经成为了日本的手机游戏文化中不可分割的一部分。在日本以外，该游戏类型也越来越受欢迎。